# Norman Vincent Peale
Norman Vincent Peale (Bowersville, Ohio, 31 de mayo de 1898 - Pawling, Nueva York, 24 de diciembre de 1993) fue el autor de El Poder del Pensamiento Positivo y creador de la teoría del pensamiento positivo. Con su esposa, fundó la revista Guideposts en 1945.

## Biografía
A la edad de 34, el doctor Peale aceptó el llamado a Marble Collegiate Church en Manhattan donde permaneció durante 52 años como uno de los más famosos predicadores de Nueva York. Los fieles aumentaron de 600 a más de 5000 en el momento de su retiro, en 1984. Los turistas se alineaban alrededor del bloque para oírlo predicar. A sus 90s él todavía daba discursos de motivación a cerca de 100 grupos al año.
En 1945, Peale, su esposa, Ruth Stafford Peale, y Raymond Thornburg, un habitante de Pawling, hombre de negocios, fundaron la Revista Guideposts (Guideposts Magazine). Ellos lograron conseguir $1200 a través de Frank Gannett, fundador de la cadena de periódicos Gannett, J. Howard Pew, industrialista de Filadelfia y Branco Rickey, propietario de los Brooklyn Dodgers.
Guideposts fue diseñada para ser un foro sin costo para que la gente (tanto para celebridades como para personas comunes) relatara sus historias inspiradoras para proveer ánimo espiritual a todos sus lectores. La revista a todo color de 48 páginas, bajo la dirección de Ruth Stafford Peale (hasta su fallecimiento en 2008, a la edad de 101 años) es la revista de circulación de pago número 13 en el país con más de 4 millones en circulación.
Peale puso sus habilidades a trabajar por muchos años. El Poder del Pensamiento Tenaz, fue publicado en 1952 y ha vendido cerca de 20 millones de copias y ha sido impreso en 41 lenguajes diferentes. El Dr. Peale completó lo que ha sido llamado su inspirador de mayor ventas de todos los tiempos a la edad de 54. Ahora, para aquellos desalentados escritores que han enviado sus manuscritos repetidamente, para conseguir solamente notas y palabras de rechazo, la historia de la publicación del libro es en sí misma un estudio de pensamiento positivo.
El libro había sido rechazado muchas veces por los editores. Desanimado, él lanzó el manuscrito en la cesta de la basura y dijo a su esposa que lo dejara ahí. Ella tomó su palabra, literalmente, y el día siguiente presentó el manuscrito, dentro de la cesta de la basura, al editor afortunado que finalmente lo aceptó.
El libro de Peale es realmente el primer libro de autoayuda. Quien nunca ha leído el libro esperaría encontrarlo trivial, pero encontraran que él da un cierto consejo sano para vivir. Él habla de hacer tiempo para el silencio. Él dice que debemos cuidar de nuestro yo mismo físico. Él nos recuerda que la culpabilidad y la cólera pueden hacernos enfermar. Él fue uno de los primeros en decirnos, antes de que los estudios médicos comenzaran a darnos la prueba empírica, que el pensamiento positivo hace una gran diferencia en la salud y la curación.
Fue autor de 46 inspiradores libros incluyendo “Un Pensamiento Positivo Para Cada Día”, “Entusiasmo, la Fuerza que Hace la Diferencia”, “La Fe Es la Respuesta” y “Los Asombrosos Resultados de Pensar Positivo”.
Es verdad, sin embargo, que el Peale no trata mucho el lado oscuro de la naturaleza humana, y después de un rato el texto del libro comienza sentirse poco profundo. Eso quizás explica la respuesta de un visitante a este país de otra tradición religiosa que le fue dado varios textos religiosos para ayudarle a entender el Cristianismo, entre éstos le fue dado las palabras de San. Pablo del libro de la Biblia y el libro “el Poder del Pensamiento Positivo” de Peale. Cuando él acabó su lectura, comentó:

encuentro a San Pablo atractivamente interesante, pero el Dr. Peale me causa consternación

Durante 54 años, el programa semanal de radio del Dr. Peale, “El Arte de Vivir” estuvo en el aire. Se dice que sus sermones eran enviados a más de 750.000 personas por mes y en 1964 una película titulada “One Man’s Way” fue hecha basada en su vida[cita requerida].
Peale también fue cofundador de “The Horatio Alger Association”, con el educador Kenneth Beebe en 1947 dedicada a reconocer y honrar estadounidenses contemporáneos que han logrado alcanzar éxito y excelencia frente a la adversidad.
La familia Guideposts de organizaciones sin ánimo de lucro incluyen Peale center, Positive Thinking Foundation y Guideposts Publications. Su propósito es ser el líder mundial en comunicación positive, principios llenos de fe que facultan las personas a alcanzar su máximo potencial a nivel personal y espiritual.
En la víspera de la Navidad de 1993, falleció a los 95 años.